# Ворсин, Яков Васильевич
Яков Васильевич Ворсин (24 ноября 1926 — 3 августа 1995) — шофёр Хилокского леспромхоза Министерства лесной и деревообрабатывающей промышленности СССР, Читинская область. Участник Советско-японской войны и Герой Социалистического Труда.

## Биография
Яков Ворсин родился 24 ноября 1926 года в селе Аксёново-Зилово Чернышевского района Сибирского края РСФСР (ныне поселок городского типа Чернышевского района Забайкальского края России). В 1939 году начал работать разнорабочим Ундургинского лесозаготовительного участка Зиловского леспромхоза. В 1940 году отправлен на курсы шофёров. После начала Великой Отечественной войны прервал курсы, но несмотря на это начал работать водителем на газогенераторном автомобиле в леспромхозе. В ноябре 1943 года призван в армию и попал в запасной стрелковый полк, расположенный в Забайкалье. Затем направлен в учебный танковый полк, где прошёл обучение на механика-водителя танков и бронеавтомобилей. В мае 1945 года младший сержант Яков Ворсин переведён механиком-водителем в роту охраны штаба 12-й воздушной армии. Принимал участие в советско-японской войне, награждён медалью «За боевые заслуги». Служил в армии до ноября 1950 года.
После демобилизации вернулся в Зиловский леспромхоз и работал водителем. Затем, после закрытия Зиловского леспромхоза, переехал в посёлок Линёво Озеро Хилокского района Читинской области. Вскоре стал одним из лучших шофёров Читинской области. В 1957 году шофёр был награждён медалью «За трудовое отличие», через четыре года получил звание «Ударник коммунистического труда», а затем звание «Почетный мастер заготовки леса». За годы семилетнего плана преодолел по лесным дорогам 263 тысячи километров, при этом сэкономив на запасных частях. По итогам семилетнего плана в 1966 году Яков Ворсин был награждён орденом Ленина. Во время восьмой пятилетки при плановом задании вывоза древесины 14552 кубометра, вывез 17772 кубометра леса. 7 мая 1971 года указом Президиума Верховного Совета СССР за особые заслуги в развитии лесной промышленности Якову Васильевичу Ворсину присвоено звание Героя Социалистического Труда с вручением ордена Ленина и золотой медали «Серп и Молот».
Работал водителем лесовоза до самой пенсии. После выхода на пенсию жил в селе Линёво Озеро. Скончался 3 августа 1995 года.

## Награды
- Медаль «За боевые заслуги», 8 сентября 1945 года[3]
- Медаль «За трудовое  отличие», 1957 год
- Орден Ленина, 1966 год
- Орден Ленина, 7 мая 1971 года
- Медаль «Серп и Молот», 7 мая 1971 года
- Орден Отечественной войны II степени, 6 апреля 1985 года[4]
- Звание «Ударник коммунистического труда»
- Почётный мастер заготовки леса
- Знак «Победитель социалистического соревнования», 1973,1974,1975 года[5].